# Presa di Mantova

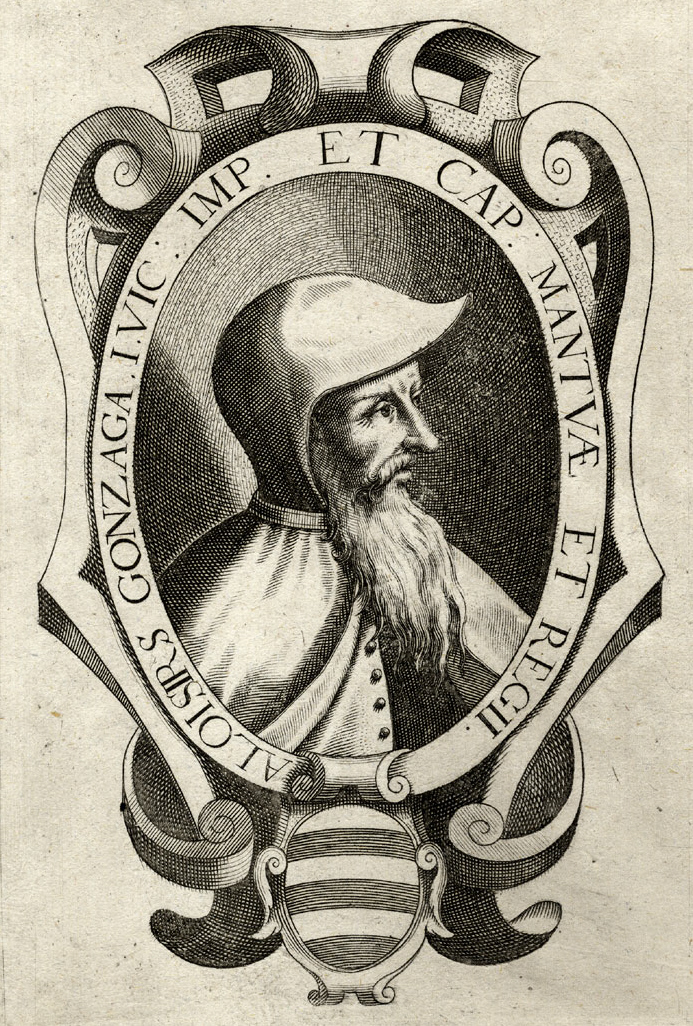
Ritratto di Luigi I Gonzaga, Universitätsbibliothek Salzburg.

La presa di Mantova fu un'azione militare avvenuta il 16 agosto 1328, finalizzata a rovesciare la signoria dei Bonacolsi, signori di Mantova, da parte dei Gonzaga.

## Storia

### Antefatto
I ghibellini Bonacolsi, al fine di consolidare la loro posizione di signori di Mantova dal 1274, avevano favorito i buoni rapporti con i vicini Scaligeri, signori di Verona. Alberto I della Scala aveva ricoperto la carica di podestà di Mantova per ben due volte (1275 e 1277), mentre Giovanni dei Bonacolsi, figlio di Pinamonte fu podestà di Verona dal 1273 al 1288. I successori di Pinamonte, Bardellone e Guido, rafforzarono l'alleanza con gli Scaligeri. Questo legame divenne importante quando Guido, nel 1299, sposò Costanza della Scala, figlia di Alberto I e vedova di Obizzo II d'Este.
Nel frattempo i Gonzaga, da tempo inurbatisi a Mantova, si preparavano a prendere il potere. Nel 1311 divenne signore di Verona Cangrande I della Scala, che desiderava espandere i propri confini occupando Mantova. Nel 1313 Luigi I Gonzaga andò a ricoprire la carica di podestà di Modena. Nel 1325 Cangrande cercò di impadronirsi di Mantova, ma le sue truppe furono respinte. Venne trovato un accordo tra i Gonzaga e gli Scaligeri, allo scopo di scalzare i Bonacolsi dall'interno, ma lo scaltro Ludovico pensava già di prendere il potere da solo.

### I Gonzaga al potere
Nel 1328 Mantova era saldamente in mano ai Bonacolsi e governata dal loro ultimo rappresentante, Rinaldo dei Bonacolsi detto Passerino, vicario imperiale, insediatosi nel 1309 alla morte del fratello Guido. Gli accordi tra Scaligeri e Gonzaga si concretizzarano il 16 agosto di quell'anno allorché le truppe veronesi, al comando di Guglielmo Azzone Castelbarco, genero di Ludovico I Gonzaga, fiancheggiate da Alberto da Saviola e dai figli di Ludovico Guido, Filippino e Feltrino, irruppero in piazza San Pietro ingaggiando una furiosa battaglia. Rinaldo Bonacolsi uscì dal suo palazzo a cavallo e disarmato, ma venne affrontato e trafitto dal Saviola, suo acerrimo nemico, con un colpo di spada. Nonostante le ferite rientrò nel palazzo, ma batté la testa sul portale e morì dissanguato. Gli uomini di Alberto assaltarono il palazzo e consegnarono Francesco dei Bonacolsi, figlio naturale di Rinaldo, nelle mani di Ludovico Gonzaga che gli salvò la vita, ma lo fece richiudere a vita assieme ai cugini nella Torre della Fame del castello di Castellaro, nel quale morì. La consorte di Rinaldo, Alisa d'Este, riuscì a raggiungere indenne Ferrara grazie agli appoggi dei Gonzaga.
Iniziò la lunga dominazione dei Gonzaga sulla città di Mantova, destinata a concludersi dopo circa quattrocento anni. Il 28 agosto 1328 Ludovico Gonzaga venne acclamato capitano del popolo e l'11 novembre 1329 ottenne la nomina di vicario imperiale dall'imperatore Ludovico il Bavaro e confermata dal suo successore Carlo IV di Boemia. La buona sorte dei Gonzaga coincise con la morte di Cangrande I della Scala, avvenuta nel 1329.

## LaCacciata dei Bonacolsi
La vittoriosa battaglia di Ludovico I Gonzaga sui Bonacolsi è illustrata in un grande dipinto a olio su tela di Domenico Morone intitolato Cacciata dei Bonacolsi, realizzato nel 1494 per il IV marchese di Mantova Francesco II Gonzaga e conservato nel Palazzo Ducale di Mantova.